# Đường tỉnh 601
Đường tỉnh 601 hay tỉnh lộ 601, viết tắt ĐT601 hay TL601, là đường tỉnh ở huyện Hòa Vang, thành phố Đà Nẵng, Việt Nam.

## Tuyến đường
Đường tỉnh 601 bắt đầu từ ngã ba Tùng Sơn trên ĐT602 ở xã Hòa Sơn huyện Hòa Vang thành phố Đà Nẵng. 16°04′13″B 108°06′17″Đ / 16,070313°B 108,104822°Đ
ĐT601 đi hướng tây bắc rồi tây, qua xã Hòa Bắc và đến xã Hương Lộc huyện Phú Lộc nối vào đường tỉnh 14C tới thị trấn Khe Tre tỉnh Thành phố Huế .
Trên ĐT601 ở xã Hòa Bắc có đèo Mũi Trâu 16°07′16″B 107°57′00″Đ / 16,12104°B 107,949917°Đ, còn tại vùng giáp ranh hai tỉnh thì có đèo Đê Bay 16°08′16″B 107°51′48″Đ / 16,137778°B 107,863333°Đ.